# Гонсалес Маркос, Оскар
Оскар Хавьер Гонсалес Маркос (исп.  Óscar Javier González Marcos; 12 ноября 1982, Саламанка) — испанский футболист, полузащитник.

## Клубная карьера
Оскар начал свою карьеру в этом же клубе. Его дебют в команде и в Ла Лиге состоялся в домашнем матче против «Лас-Пальмас» 7 октября 2001 года. Став регулярным игроком и стартером в сезоне 2002/03, он стал в следующем году лучшим бомбардиром с десятью голами, несмотря на конечный вылет команды.
Впоследствии Оскар переехал в «Сарагосу», где он сразу стал постоянным и регулярным игроком на протяжении всего сезона, будь то в качестве замены или стартера. Его лучшие голы пришлись на время его первого сезона, когда он забил 6 мячей, два из которых привели к ничьей с «Осасуной».
После вылета «Сарагосы» в 2007/08 году Гонсалес перешёл в «Олимпиакос», подписав с клубом контракт на 3 года во время летнего трансферного окна. Во время его двухлетней аренды, игрок участвовал в 68 матчах, забил 9 голов. Однако его выступления носили нерегулярный характер. В составе другой команды он также забивал голы в сезоне 2008/09 году в Кубке УЕФА.
1 сентября 2010 года «Олимпиакос» решили расстаться с Оскаром, однако футболиста тут же подписал его первый профессиональный клуб «Реал Вальядолид», который находился во втором дивизионе.